# Kebalenan
Kebalenan is een bestuurslaag in het regentschap Banyuwangi van de provincie Oost-Java, Indonesië. Kebalenan telt 7343 inwoners (volkstelling 2010).